# Навісний монтаж

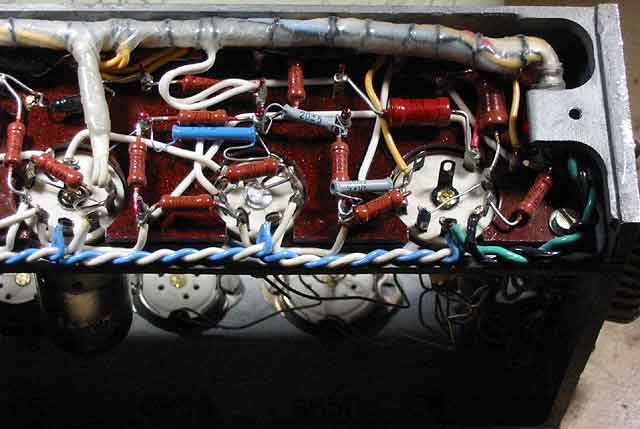
Приклад щільного навісного монтажу у вузлі промислової автоматики 1960-х років.

Навісний монтаж — спосіб монтажу електронних схем, при якому розташовані на ізолюючому шасі радіоелементи з'єднуються один з одним провідниками або безпосередньо своїми виводами.

## Промислові конструкції
Промислові та аматорські лампові конструкції навісного монтажу використовують металеві шасі (з'єднані із загальним провідником (землею) схеми) або безпосередньо виконують роль загального проводу. Лампові і релейні панелі, трансформатори, дроселі та інші великогабаритні деталі кріпляться безпосередньо до шасі, дрібні резистори і конденсатори — паяються безпосередньо до виводів панелей і великих деталей, або до контактних пелюстків (контактних колодкам), які ізольовані від шасі.
Надійність промислових виробів, виконаних навісним монтажем, загалом нижче, ніж у аналогів на друкованих платах. Ремонтопридатність — вища за рахунок меншої щільності компонентів і простоти доступу до них.
У масовій електроніці навісний монтаж застосовувався до 50-60-х роках, згодом поступившись місцем друкованим платам, за навісним монтажем залишилася ніша — комутація трансформаторів і аналогічних великогабаритних виробів.
Навісний монтаж залишається найбільш доцільним способом монтажу лампової техніки — як через конструктивні особливості лампових панелей і великогабаритних трансформаторів, так і через кращий температурний режим окремих компонентів, ефективної механічної розв'язки ламп, можливості оптимального підбору перетину з'єднувальних провідників і скорочення загального числа паяних з'єднань в колі сигналу.

## Аматорська практика
В аматорських конструкціях монтаж проводиться на ізольованих (діелектричних) шасі. До шасі кріпляться металеві стійки, до стійок — компоненти схеми, що з'єднуються безпосередньо або перемичками з провідників. Дрібні елементи (наприклад, резистори) можуть припаюватися прямо до великих. Мікросхеми при навісному монтажі прикріплюють до плати вгору виводами.